# Repos dominical

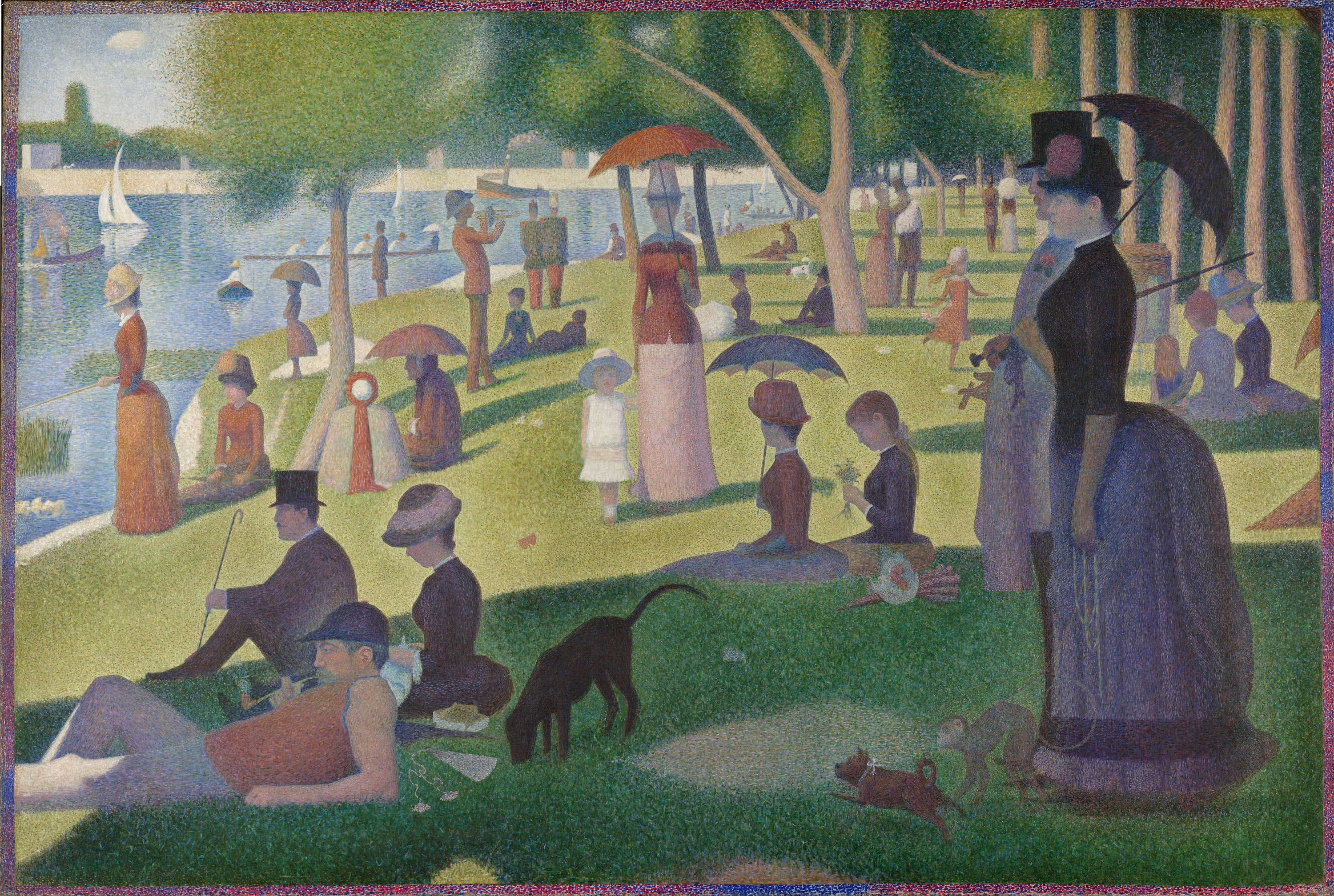
Un dimanche après-midi à l'île de la Grande Jatte de Georges Seurat (1886), Art Institute of Chicago.

Le repos dominical est, dans son sens premier, le « repos qui appartient au Seigneur », c'est-à-dire au Dieu chrétien. Dans les sociétés connaissant une forte pratique du christianisme, le repos du dimanche est devenu une norme sociale, interdisant de façon plus ou moins rigoureuse le travail ce jour-là.

## Origine
Dans le judaïsme, la Torah raconte que YHVH, après avoir achevé la création de la Terre, s'est reposé le septième jour, jour du Chabbat, qui commence le vendredi à la tombée de la nuit jusqu'au samedi à la tombée de la nuit. En effet, dans le calendrier hébraïque, le premier jour de la semaine est le dimanche (et pas le lundi). Les Juifs se reposent donc le samedi dans le cadre du shabbat, temps fort du judaïsme. Pour les chrétiens, le Sabbat qui représentait l'achèvement de la première création est remplacé par le « jour du Seigneur », le dimanche (non le samedi), qui rappelle la création nouvelle inaugurée à la résurrection de leur messie Jésus-Christ, célébrée hebdomadairement. Le shabbat donné par Dieu aux Hébreux est remplacé par le « Jour du Seigneur » institué après le Christ par les générations apostolique et suivantes.
En mars 321, ce jour est décrété jour de repos légal dans l'empire romain par l'empereur Constantin Ier, en se servant de la notion de justitium — une institution romaine qui permettait de suspendre toute activité étatique judiciaire pour marquer un évènement marquant. Une coïncidence veut que les doctrines astrologiques juives et gréco-romaines attribuent toutes deux les planètes — au nombre de sept avec le soleil — à différents jours de la semaine. Un de ceux-ci est dédié à l'astre solaire comme l'atteste encore l'étymologie du mot anglais sunday ou allemand sonntag, littéralement « jour du soleil ». Constantin déclare donc un justitium permanent qui prend place ce jour connu tant des païens que des chrétiens, le dies solis, le « jour du soleil ». 
En effet, les chrétiens, pour leur part, se réunissent chaque semaine pour commémorer l'eucharistie de la résurrection de Jésus-Christ qui aurait pris place le premier jour de la semaine juive, ce jour devenant le dies dominicus ou « jour du Seigneur », à l'origine des mots français dimanche, italien domenica ou encore espagnol domingo. Cette décision a pour effet d'imposer un nouveau rythme temporel hebdomadaire, différent du calendrier romain.
Constantin édicte une loi supplémentaire qui donne à ses soldats — ou au moins sa garde personnelle — du temps libre chaque dimanche afin d'accomplir leurs dévotions envers leurs dieux respectifs ou l'empereur. Vers la fin du IIIe siècle et au début du IVe siècle, plusieurs lois interdisent les spectacles théâtraux et les courses de chars pour favoriser l'écoute des sermons des prédicateurs chrétiens mais peinent à s'imposer.
Par la suite, tout travail y est prohibé, sauf les travaux des champs.

## L'un des dix Commandements
Le repos dominical correspond au troisième précepte du Décalogue (Ex 20.8-11):

« Tu travailleras six jours, et tu feras tout ton ouvrage. Mais le septième jour est le jour du repos de l'Éternel, ton Dieu : tu ne feras aucun ouvrage, ni toi, ni ton fils, ni ta fille, ni ton serviteur, ni ta servante, ni ton bétail, ni l'étranger qui est dans tes portes. »

— Livre de l'Exode 20.8-11
Le repos du septième jour (le shabbath pour les Juifs) du Décalogue figure le quatrième Commandement et est rappelé en de multiples occurrences dans la Bible : Genèse 2:2-3 ; Exode 20:8 ; 23:12; 31:13-17 ; Deutéronome 5:12 ; Hébreux 4:4-8... C'est l'Église catholique qui, de sa propre autorité, et aidée en cela par les décrets de l'empereur Constantin I et des conciles, a transféré ce repos hebdomadaire du septième au premier jour de la semaine, en souvenir de la résurrection du Christ,.
Selon saint Thomas d'Aquin, l'acédie (un péché capital) s'oppose au précepte de sanctification du dimanche.
Selon l'interprétation du Vatican : « Le dimanche ... doit être observé dans l'Église tout entière comme le principal jour de fête du précepte »[réf. incomplète], pour contribuer à ce que « tous jouissent du temps de repos et de loisir suffisant qui leur permette de cultiver leur vie familiale, culturelle, sociale et religieuse ». « Le dimanche et les autres jours de fête de précepte, les fidèles sont tenus par l'obligation de participer à la Messe ». « Le dimanche ou les autres jours de précepte, les fidèles s'abstiendront de ces travaux et de ces affaires qui empêchent le culte dû à Dieu, la joie propre du jour du Seigneur ou la détente convenable de l'esprit et de l'âme ». Chaque chrétien doit éviter d'imposer sans nécessité à autrui ce qui l'empêcherait de garder le Jour du Seigneur.

## En droit

### Canada
Au Canada, le repos dominical a été transgressé à partir des années 1930 par quelques commerçants et certaines Églises chrétiennes avaient alors mené campagne pour l'adoption de lois punissant la « profanation du dimanche ». L'ouverture des centres commerciaux dans les années 1970 et l'adoption de la Charte canadienne des droits et libertés en 1982 mène à une contestation juridique des lois sur le repos dominical. Sur le plan pénal, elles sont déclarées inconstitutionnelles par la Cour suprême dans l'arrêt R. c. Big M Drug Mart de 1985. Sur le plan civil, l'arrêt R. c. Edwards Books and Art Ltd. de 1986 reconnaît qu'elles peuvent toutefois être légitimes sous un angle civil pour assurer que les travailleurs aient le droit à un jour de congé. Plusieurs des lois de cette époque qui limitaient le commerce par souci de respect du repos dominical ont cependant été abrogées.

### Union européenne
Le droit européen laisse chaque État membre libre de sa politique concernant le travail le dimanche. Seul un repos hebdomadaire après six jours de travail est exigé. La Cour européenne de justice n'a pas confirmé que le dimanche devait être ce jour d'interruption. Pour la Commission européenne, « le choix d'un jour de fermeture des commerces fait intervenir des considérations de nature historique, culturelle, touristique, sociale et religieuse relevant de l'appréciation de chaque État membre »
.
Au contraire, au niveau européen, la Fédération des Verts, ainsi que les églises catholiques et protestantes, ont organisé à Berlin, le 4 juin 2008, une conférence sur le sauvegarde du dimanche comme jour de repos dominical.

### France
En France, le repos dominical a été contesté depuis 1789 et le combat a été long pour imposer légalement à tous un jour de congé par semaine, en 1906.
En 2011, 6,5 millions de salariés ont travaillé le dimanche, dont 3 millions de manière habituelle. Un phénomène qui se banalise : 20 % des salariés étaient concernés dans les années 1990, contre 29 % en 2011. Sous la présidence de Nicolas Sarkozy, la possibilité de travailler le dimanche a été étendue. Le Code du travail autorise désormais plusieurs dérogations. C'est notamment le cas pour les commerces se situant dans les zones touristiques ou dans les périmètres d'usage de consommation exceptionnel. Lors de la campagne présidentielle de 2012 le candidat socialiste, François Hollande, avait souhaité parvenir à un « équilibre » entre les salariés et les commerçants.
Une plus grande libéralisation du travail le dimanche est intervenue avec la mise en place de nouvelles exceptions géographiques :  les « zones commerciales » qui remplacent les « périmètres d’usage de consommation exceptionnel » et les zones touristiques internationales.
Des compensations seront toujours prévues pour les salariés travaillant le dimanche, mais elles seront moindres pour les entreprises de moins de 20 salariés. En outre, en cas de travail lors d'un dimanche férié, il n'y a pas de doublement de la prime.